# 北上市文化交流センター さくらホール
北上市文化交流センター さくらホール（きたかみしぶんかこうりゅうセンター さくらホール）は、岩手県北上市さくら通りにある北上市立の多目的ホールである。管理運営は、指定管理者の一般財団法人北上市文化創造が行っている。

## 概要

### 施設概要
大ホール、中ホール、小ホールの他、ミュージックルーム、録音スタジオ、アクティングルーム、和室などをもつ。北上市内外の文化活動において貢献、公演者のための託児施設もある。主な用途は、コンサート、講演会、演劇、文化教室等である。レストランなど飲食施設もある。さくらホール内にあるサテライトスタジオでは、火曜日に『モコの夜はこれから!』の公開生放送、毎週金曜日に『STUDIO SAKURART』（スタジオさくらーと）の公開収録が行われている（放送局はいずれもFM岩手）。大ホールが1503人、中ホールは450人収容できる。

### 建築概要
さくらホールは、2004年度のグッドデザイン賞建築・環境デザイン部門、2005年度の第46回BCS賞、2006年の日本建築学会賞（作品）を受賞している。

### 受賞歴
平成29年度地域創造大賞（総務大臣賞）